# Maccabi Tel Aviv Association
Maccabi Tel Aviv Association (Hebreeuws: מכבי תל אביב) is een sportvereniging uit Tel Aviv, Israël, opgericht in 1906. 
Men beoefent 10 verschillende sporten, maar het bekendst zijn de basketbalvereniging — die in 2004 voor de vierde keer Europees kampioen werd — en de voetbalvereniging. 
De basketbalafdeling Maccabi Tel Aviv BC heeft 46 maal het Israëlisch kampioenschap veroverd, 36 maal de nationale beker en 5 keer het Europees kampioenschap. 
De voetbalafdeling, Maccabi Tel Aviv FC, won 23 landskampioenschappen, 24 keer de nationale beker, tweemaal de Israëlische Totocup en tweemaal het Aziatisch kampioenschap voor landskampioenen. 
Een judoka van Maccabi's judoclub, Yael Arad, won een zilveren medaille op de Olympische Spelen van 1992.